# Jakob Eklund
Jakob Anders Eklund (født 21. februar 1962 i Göteborg) er en svensk skuespiller. Han er uddannet fra Teaterhögskolan i Stockholm og fik sin filmdebut i Englegård fra 1992, hvor han spillede overfor Helena Bergström. Eklund medvirkede sidenhen også i de to opfølgerfilm fra henholdsvis 1994 og 2010.
Eklund er også kendt for sin rolle som politimanden Johan Falk, der er hovedpersonen i Anders Nilssons krimiserie.

## Privatliv
Han har siden 2008 været gift med skuespillerinden Marie Richardson, med hvem han har to børn.

## Udvalgt filmografi
- Englegård (1992)
- Pariserhjulet (1993)
- Englegård - næste sommer (1994)
- Pensionat Oskar (1995)
- Bert - Den sidste uskyld (1995)
- Sådan er livet (1996)
- Selma & Johanna - En roadmovie (1997)
- Spring for livet (1997)
- Pip-Larssons (tv-serie, 1998)
- Dødelig drift (1999)
- Nul tolerance (1999)
- Fødselsdagen (2000)
- Anderssons älskarinna (tv-serie, 2001)
- Livvagterne (2001)
- Den tredje bølge (2003)
- Hvis jeg vender mig om - en film om håb (2003)
- Wallander (tv-serie, 2006)
- Solstorm (2007)
- Himlens hjerte (tv-serie, 2008)
- Hjerteslag (tv-serie, 2008)
- Johan Falk (filmserie, 2009-2015)
- Englegård - alle gode gange 3 (2010)
- Labrador (2011)
- En komikers opvækst (2019)
- Honour (tv-serie, 2019-2022)
- Maskineriet (tv-serie, 2020)